# Prichotilus tara
Prichotilus tara is een vlinder uit de familie vedermotten (Pterophoridae). De wetenschappelijke naam van deze soort is voor het eerst geldig gepubliceerd in 2011 door Petr Ya. Ustjuzhanin & Vasily N. Kovtunovich.
De soort komt voor in het Afrotropisch gebied.

## Type
- holotype: "male. 17-18.IV.2011. leg. V. Kovtunovich & P. Ustjuzhanin. genitalia preparation no. 22939"
- instituut: BMNH, Londen, Engeland
- typelocatie: "Malawi, Mangochi District, 25 km E of Mangochi, Namizimu Forest Reserve, Uzuzu Hill, 14°24'S, 35°22'E, 1010 m"

## Synoniemen
- Prichotilus tanzanicus Gielis,[2] gesynonymiseerd door Kovtunovich, V., Ustjuzhanin, P. & Murphy, R., 2014[3]
  - holotype: "male. 15.IV.1989. leg. A. Bjørnstad. genitalia slide CG no. 4458"
  - instituut: Collectie van Aarvik
  - typelocatie: Tanzania, Kigoma, Kibirizi, 800 m"